# Comunità territoriale di Dnipro
La Comunità territoriale urbana di Dnipro (in ucraino Дніпровьска міська громада?) è una hromada ucraina, situata nel distretto di Dnipro e nell'oblast' di Dnipropetrovs'k. Il suo centro amministrativo è la città di Dnipro.
L'area della comunità è di 416,5 km², e la popolazione è di 993 220 abitanti (dato del 2023).

## Suddivisioni
Oltre al capoluogo Dnipro, nella comunità si trova anche il villaggio di Aviators'ke.